# Бейлинсон, Яков Львович
Яков Львович Бейлинсон (16 ноября 1906, Амур, Екатеринославская губерния, Российская империя — 1 июня 1950, Караганда, СССР) — генерал-директор морского флота, начальник Ленинградского торгового порта (1939—1941), начальник Архангельского порта (1941—1943), начальник Мурманского порта, начальник порта Бендер-Шах (Иран) (1943), кавалер двух орденов Ленина . Депутат Ленинградского городского Совета депутатов трудящихся в 1947 году. Был репрессирован в 1949 году. Реабилитирован 25 июля 1956 года.

## Биография
Родился 3 ноября (по старому стилю) 1906 года в посёлке Амур (впоследствии в городской черте Екатеринослава) в семье Лейвика Мовшевича Бейлинсона и Соры-Фейги Израилевны Бейлинсон, из горецких мещан Могилёвской губернии.

### Учёба
- До 1924 года проживал с родителями в городе Орша Белорусской ССР и учился.
- В 1925 году в Витебске окончил педагогический техникум, после чего в течение года работал учителем сельской школы. В 1926 году , не сдав экзамены в институт, поступил работать в на завод «Клейтук» в Москве, где и работал до призыва в Красную Армию в 1928 году. Прослужив год в армии, после демобилизации вернулся на завод к прежнему месту работы.
- В 1930 году поступил в Московский институт инженеров транспорта на водный факультет инженеров-механизаторов. В том же году институт был переведён в Ленинград и стал называться Ленинградский водный институт Ленинградский институт инженеров водного транспорта. В 1934 году в числе лучших студентов окончил его. , был зачислен аспирантом и направлен на работу в Москву, в Народный комиссариат путей сообщения. Но он добивается назначения в один из портовых городов на Волге, в Средне-Волжское пароходство на должность инженера механизации, где создает конструкторское бюро, разрабатывает и осуществляет целую программу механизации пристаней. Талант молодого ученого был быстро замечен и по достоинству оценен: Бейлинсона приглашают на преподавательскую работу в ЛИВТ. Он был переведён обратно в аспирантуру института. Одновременно занимал должность заместителя декана механического факультета. В 1937 году он без отрыва от производства оканчивает аспирантуру. В институте находился до апреля 1939 года, после чего был назначен начальником Ленинградского торгового порта, где проработал до ноября 1941 года, откуда был переведён на должность начальника Архангельского порта (1941-1943), затем начальника Мурманского порта.

## Начальник порта

### Ленинградский порт
- А. Кузьмин пишет: «В 1939 году Яков Львович становится начальником Ленинградского морского торгового порта. На новой работе Бейлинсон все своё внимание направил на два участка: организацию диспетчерской службы и расширение фронта механизации. Он понимал, что передовая техника должна управляться грамотными, опытными кадрами. И когда в следующем, 1940 году Ленинградскому порту пришлось выдержать серьезное испытание — в течение всей навигации в порт поступало огромное количество массовых грузов, особенно угля и соли — порт успешно справился с этой задачей. По инициативе Якова Львовича, по его чертежам в короткий срок оборудуются угольные транспортеры, соляные площадки. На разгрузке судов впервые начинают применяться одноканатные грейферы. Начальник порта лично руководит грузовыми операциями. По итогам работы за 1940 год Ленинградский морской торговый порт завоевывает первенство в соревновании среди портов Советского Союза и переходящее Красное знамя Наркомата морского флота».

… В конце сентября 1941 года по решению Военного Совета фронта и Ленинградского горкома партии для организации причалов на Ладоге была создана группа руководящих и оперативных работников порта во главе с Бейлинсоном. Яков Львович занимался устройством пристаней для того, чтобы организовать более успешную эвакуацию и приемку грузов и проектировал подводку железнодорожных путей."
- Первый раз Бейлинсон был начальником Ленинградского торгового порта с апреля 1939 года до ноября 1941 года, вторично —  до 29 июля 1949 года.

### Архангельский порт
- В октябре 1941 года распоряжением заместителя председателя Совнаркома СССР А. И. Микояна Бейлинсон выезжает в Архангельский порт. Там, на Севере, в те дни решались большие задачи по принятию грузов Ленд-лиза: суда приходили неравномерно, требовалось в короткие сроки не только разгружать их судовыми средствами, но и так организовать укладку и подвозку грузов к железнодорожным путям, чтобы ни на минуту не задержалась их отправка. Подтверждением тому, что Я. Л. Бейлинсон сумел преодолеть все сложности, стал орден Ленина, украсивший грудь начальника Архангельского порта.* Тов. Бейлинсон назначен Начальником Архангельского порта, Пункт 13,Постановление № ГКО-875сс от 9 ноября 1941 г. Государственный Комитет Обороны

 Архивная копия от 25 сентября 2015 на Wayback Machine
Указом Президиума Верховного Совета СССР от 1 мая 1944 года 296 человек были награждены орденами и медалями. Начальник Архангельского порта Я. Л. Бейлинсон был удостоен ордена Ленина.

### Мурманский порт
С ноября 1941 по февраль 1943 года был начальником Мурманского порта."За успешную работу по разгрузке и отправке импортных материалов и продовольствия, поступающих через северные порты СССР,— так говорится в Указе Президиума Верховного Совета СССР,— Я. Л. Бейлинсон в 1944 году был награждён вторым орденом Ленина". С мая по сентябрь 1943 года Яков Львович занимает пост заместителя начальника центрального управления эксплуатации Наркомфлота. Вторично направлен в Мурманск на должность начальника порта, где и работал с января до мая 1944 года.

### Порт Бендер-Шах
Из Владивостока был отозван в Министерство, откуда был направлен в командировку в Иран на должность начальника порта Бендер-Шах, где находился до января 1944 года , организовывая прием грузов ленд-лиза, поступавших в СССР через Персидский залив.

## Смерть
В июле 1949 года Бейлинсон был репрессирован. После допросов умер в тюремной камере в 1950 году, реабилитирован посмертно в 1956 году.

## Воспоминания о Якове Бейлинсоне
Папанин, Иван Дмитриевич: "Начальник порта Бейлинсон Яков Львович умело руководил большим и сложным коллективом портовиков и всеми портовыми операциями. Чем больше узнавал я его, тем больше он мне нравился. Яков Львович всегда знал, где и как идёт у него работа, куда надо направить свежие силы. В Архангельске он работал недавно — прибыл из Ленинграда — и умело прививал своим подчинённым ленинградскую культуру работы".

### Семья
- Жена — Мазурова Антонина Михайловна (1905—1993) Архивная копия от 4 марта 2016 на Wayback Machine
  - Сыновья — Виктор (род. 26 декабря 1933) и Владимир (род. 21 июня 1949).

## Публикации и изобретения
- Бейлинсон Я. Опыт скоростной обработки судов в Ленинградском морском торговом порту. «Морской флот», 1948, № 5, с.16-20.
- Автор 25 изобретений

## Награды
- два ордена Ленина«»
- медаль «За оборону Ленинграда»
- медаль «За оборону За оборону Советского Заполярья»